# Елемно
Елемно — деревня в Волошовском сельском поселении Лужского района Ленинградской области.

## История
Впервые упоминается в писцовых книгах Шелонской пятины 1571 года, как деревня Елемна — 2 обжи, в Дремяцком погосте Новгородского уезда.
По переписи 1710 года деревня называлась Елемна и числилась за помещиком Степаном Колобовым, в деревне был 1 двор и жили 5 человек мужского и 5 человек женского пола.
Как деревня Елемно она обозначена на карте Санкт-Петербургской губернии Ф. Ф. Шуберта 1834 года.

ЕЛЕМНО — деревня принадлежит действительной статской советнице Александре Ростовцевой, число жителей по ревизии: 14 м. п., 18 ж. п. (1838 год)

Деревня Елемно отмечена на карте профессора С. С. Куторги 1852 года.

ЭЛЕМНО — деревня госпожи Ростовцевой, по просёлочной дороге, число дворов — 3, число душ — 13 м. п. (1856 год)

ЕЛЕМНО (ЗАСОБЬЕ, ЛЯДИНКИ) — деревня, число жителей по X-ой ревизии 1857 года: 18 м. п., 11 ж. п.

ЭЛЕМНО — деревня владельческая при реке Сабе, число дворов — 3, число жителей: 19 м. п., 12 ж. п. (1862 год)

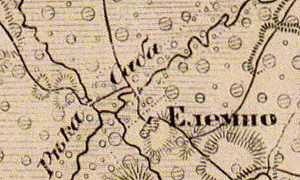
Деревня Елемно на карте 1863 года

Согласно карте из «Исторического атласа Санкт-Петербургской Губернии» 1863 года деревня называлась Елемно.

ЕЛЕМНО (ЗАСОБЬЕ, ЛЯДИНКИ) — деревня Сабицкого общества Бельско-Сяберской волости, согласно подворной описи 1882 года:
  домов — 9, душевых наделов — 16,  семей — 8, число жителей — 22 м. п., 26 ж. п.; разряд крестьян — собственники

В XIX — начале XX века деревня административно относилась к Бельско-Сяберской волости 4-го земского участка 2-го стана Лужского уезда Санкт-Петербургской губернии.
По данным «Памятной книжки Санкт-Петербургской губернии» за 1905 год деревня называлась Элемно и входила в состав Сабицкого сельского общества.
С 1917 по 1927 год деревня находилась в составе Антоновского сельсовета Бельско-Сяберской волости Лужского уезда.

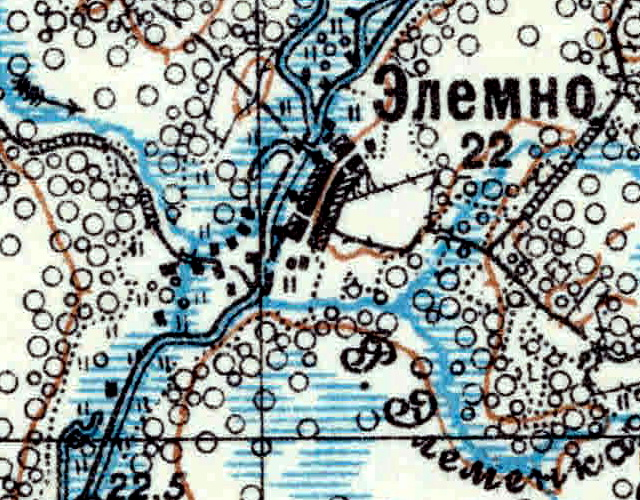
Деревня Элемно на карте 1926 года

Согласно топографической карте 1926 года деревня называлась Элемно и насчитывала 22 крестьянских двора.
С августа 1927 года, в составе Лужского района.
С августа 1928 года, в составе Сабицкого сельсовета.
По данным 1933 года деревня Елемно входила в состав Сабицкого сельсовета Лужского района.
В 1939 году население деревни составляло 141 человек.
C 1 августа 1941 года по 31 января 1944 года деревня находилась в оккупации.
В 1958 году население деревни составляло 122 человека.
По данным 1966 года деревня Елемно также входила в состав Сабицкого сельсовета.
По данным 1973 года деревня Елемно входила в состав Вердужского сельсовета.
По данным 1990 года деревня Елемно входила в состав Волошовского сельсовета.
По данным 1997 года в деревне Елемно Волошовской волости проживали 15 человек, в 2002 году — 9 человек (русские — 56 %).
В 2007 году в деревне Елемно Волошовского СП проживали 9 человек.

## География
Деревня расположена в западной части района на автодороге 41К-145 (Ретюнь — Сара-Лог).
Расстояние до административного центра поселения — 33 км.
Расстояние до ближайшей железнодорожной станции Серебрянка — 70 км.
Деревня находится на левом берегу реки Саба в месте впадения в неё рек Елеменка и Кузовка.

## Демография
| 1710 | 1838 | 1862 | 1939 | 1958 | 1997 | 2007 |
| ---- | ---- | ---- | ---- | ---- | ---- | ---- |
| 10   | ↗32  | ↘31  | ↗141 | ↘122 | ↘15  | ↘9   |
| 2010 | 2017 |      |      |      |      |      |
| ↗13  | ↘5   |      |      |      |      |      |